# Zakarias Tormóðsson
Zakarias Tormóðsson oder Sakaris war 1608 bis 1628 Løgmaður der Färöer.
Zakarias stammte aus Eiði, wo er Pächter von 2 merkur (1,54 km²) Kirchenland war. Bevor er zum Løgmaður ernannt wurde, war er Mitglied des Løgtings. Viel mehr ist über ihn nicht bekannt.